# 4 (film)
4 – rosyjsko-holenderski, pełnometrażowy film fabularny z 2005 w reżyserii Ilji Chrżanowskiego; dramat .

## Fabuła
Nocny bar i sylwetki głównych bohaterów zaplątanych w mniej lub bardziej realistyczne sytuacje.

## Obsada
- Siergiej Sznurow – Wołodia;
- Marina Wowczenko – Marina;
- Jurij Łaguta – Oleg;
- Konstantin Murzienko – Marat;
- Anatolij Adonskin – ojciec Olega;
- Leonid Fiodorow – Siergiej.

## Nagrody
- 2005 – MFF w Rotterdamie - Golden Cactus - Tiger Award;
- 2005 – Europejskie nagrody filmowe - Nominacja do nagrody European Discovery of the Year;
- 2005 – MFF w Seattle - New Director's Showcase Award;
- 2005 – MFF w Atenach - City of Athens Award;
- 2005 – Międzynarodowy Festiwal Kina Niezależnego w Buenos Aires - Najlepszy reżyser - Ilja Chrżanowski;
- 2005 – MFF w Erywaniu - Nagroda specjalna jury dla najlepszego filmu.